# 464 a.C.
Il 464 a.C. (CDLXIV a.C. in numeri romani) è un anno  del V secolo a.C.

## Eventi
- Terremoto a Sparta e conseguente inizio della terza guerra messenica
- Artaserse I diviene re di Persia
- Roma: 
  - consoli Spurio Furio Medullino Fuso e Aulo Postumio Albo Regillense.

## Morti
- Publio Furio Medullino Fuso, politico e militare romano